# Spizellomyces punctatus
Spizellomyces punctatus ist ein im Boden lebender Pilz aus der Gruppe der Chytridpilze (Chytridiomycetes).
Es handelt sich um einen saprotrophen Pilz, der sich in verrottendem Pflanzenmaterial ansiedelt.
Da S. punctatus im Stammbaum der Pilze ein früh divergierender (d. h. relativ basal stehender) Vertreter ist,
hat er von seinen Vorfahren zelluläre Merkmale – wie sie typischerweise bei Amöben und Tieren (Metazoen) vorkommen – beibehalten.
Seine pathogenen Verwandten, Batrachochytrium dendrobatidis und B. salamandrivorans, infizieren Amphibien und verursachen einen weltweiten Verlust der biologischen Vielfalt.
Die Reinkultur von S. punctatus wurde erstmals 1957 von William J. Koch (unter dem Namen Phlyctochytrium punctatum) gewonnen.
Der Pilz ist ein Modellorganismus.

## Genom
Das Genom des Stammes DAOM BR117 von S. punctatus wurde im Rahmen des Projekts Origins of Multicellularity sequenziert.
Seine Genomgröße beträgt etwa 24,13 Mbp (Megabasenpaare), der GC-Gehalt liegt bei 47,6 %.
Das Genom enthält 9.424 vorhergesagte Transkripte und 8.952 vorhergesagte Protein-kodierende Gene. Die DDBJ/EMBL/GenBank-Zugangsnummer lautet ACOE00000000.

## Genetische Transformation
Die Transformation meint die nicht-virale Übertragung von DNA in kompetente (aufnahmebereite) Empfängerorganismen (hier: Pilze).

### Agrobacterium-vermittelte Transformation
Die genetische Transformation von Zoosporen von S. punctatus durch den pflanzenpathogenen Stamm Agrobacterium tumefaciens EHA105 ist erfolgreich etabliert.
Es wurden mehrere Selektionsmarker getestet.
Das Wachstum von S. punctatus wird durch Geneticin (G418), Puromycin und Zeocin bis zu 800 mg/L nicht gehemmt.
200 mg/ℓ Hygromycin und 800 mg/ℓ Nourseothricin (CloNAT) hemmen das Wachstum von S. punctatus dagegen vollständig.
Die Autoren, von denen dieses Protokoll entwickelt wurde, verwendeten Hygromycin als Selektionsmarker.
Die HSP70- und H2B-Promotoren von S. punctatus steuern eine ausreichende Genexpression für die in Backhefe (Saccharomyces cerevisiae) getestete Hygromycin-Resistenz und Expression des grün fluoreszierenden Proteins GFP.
Unter der Kontrolle eines stärkeren H2B-Promotors kann GFP in S. punctatus jedoch nicht erfolgreich gefaltet werden. Unter den anderen bekannten fluoreszierenden Proteinen sind tdTomato, mClover3, mCitrine und mCerulean3 S. punctatus funktionsfähig.

### Elektroporation
Ein hocheffizientes Elektroporationsprotokoll für S. punctatus und die beiden verwandten pathogenen Chytridenarten, Batrachochytrium dendrobatidis und B. salamandrivorans, wurde ebenfalls erstellt. Die optimale Spannung für S. punctatus beträgt 1000 V.
Die Effizienz liegt bei etwa 95 %, wenn synchronisierte Zoosporen verwendet werden. Die Elektroporation mit unsynchronisierten Zoosporen kann ebenfalls mehr als 80 % Effizienz erreichen.

## Lebenszyklus
Den kugelförmigen Zoosporen (Durchmesser 3–5 mm) von S. punctatus fehlt eine Zellwand.
Die Zoosporen können mit einer beweglichen Zilie (Länge 20–24 mm) schwimmen oder mit Pseudopodien  (Scheinfüßchen), die Aktin enthalten, auf Oberflächen kriechen.
Während der Zystenbildung wird die Zilie zunächst durch die Internalisierung des Axonems abgebaut. Die Initiierung dieses Prozesses ist aktinabhängig. Das Axonem bleibt während der Internalisierung intakt und das axonemale (Axonem-eigene) Tubulin wird zumindest teilweise durch das Proteasom abgebaut. Die Zellwand wird nach der Internalisierung des Axonems gebildet. Bei S. punctatus gibt es fünf Arten (Modi) der Axonem-Internalisierung: Abtrennung, Einziehen (Retraktion), Umschlingung, Verlust des Ziliarkompartiments und vesikuläre Retraktion.
- Die erste Form der Abtrennung wird als Zilienablösung bezeichnet.
- Bei der zweiten wird die Retraktion mit oder ohne kortikale Rotation durchgeführt und als Body-Twist-Retraktion bzw. Straight-In-Retraktion bezeichnet.
- Beim dritten Modus (Lash-around-Retraktion) wickelt sich die Zilie um die Außenseite der Zoospore, wobei die Ziliarmembran mit der Plasmamembran verschmilzt. Auf mit 120 kDa (Kilodalton) Fibronectin[A. 2] beschichteten Hydrogelen erfolgt diese Umschlingung innerhalb einer Sekunde.
- Beim vierten Modus (Retraktion des Ziliarkompartiments) folgt auf die Expansion der Ziliarmembran die Verschmelzung des Ziliarkompartiments mit der Plasmamembran.
- Beim fünften Modus (vesikuläre Retraktion) entsteht vor der Internalisierung eine Ausbuchtung der Axonemschleife innerhalb der Ziliarmembran.

Nachdem die Zilie zurückgezogen wurde, keimt die Zyste und bildet einen Keimschlauch.
Der Keimschlauch wird dann erweitert und bildet das Rhizoidalsystem.
Schließlich entwickelt sich die Zyste zu einem Sporangium als reproduktive Struktur, und die Mitose beginnt.
Nach fünf- bis achtmaliger synchroner Mitose bilden sich im Sporangium 32 bis 256 Zoosporen.
Die Ziliogenese (Wiederbildung von Zilien) findet wahrscheinlich vor der Zellularisierung statt. Nach der Zellularisierung entweichen die Zoosporen unter günstigen Umweltbedingungen aus dem Sporangium.
Das Timing des Zellzyklus wurde mit Hilfe von einer Linie von „S. punctatus“, die H2B-TdTomato unter Kontrolle des H2B-Promotors exprimiert, unter dem Mikroskop quantifiziert.
Das Zurückziehen der Zilie und der Beginn der Zystenbildung erfolgen innerhalb einer Stunde.
Der Keimschlauch erscheint innerhalb von ein bis drei Stunden.
Die erste Mitose findet innerhalb von acht bis zwölf Stunden statt.
Innerhalb von dreißig Stunden wurden fünf bis acht synchrone Mitosen abgeschlossen.
Der durchschnittliche Zellzyklus dauerte etwa 150 Minuten.
Jede Kernteilung war dabei innerhalb einer Minute abgeschlossen.

## Mitochondriales 5’-tRNA-Editing
S. punctatus zeichnet sich durch ein 5′-tRNA-Editing in den Mitochondrien aus. Die ist eine seltene Variante des RNA-Editing, die zuvor nur bei der Amoebozoa-Art Acanthamoeba castellanii und den Chytridiomycetes-Arten
Harpochytrium sp. 94, Harpochytrium sp. 105, Monoblepharella sp. 15 und Hyaloraphidium curvatum vorkommt.
Das mitochondriale Genom (Mitogenom, mtDNA) von S. punctatus kodiert für acht tRNAs, die Lysin-, Asparagin-, Tryptophan-, Methionin-, Tyrosin-, Glutamin-, Prolin- und Leucin-Codons erkennen. Die letztere, tRNALeu, erkennt das UAG-Codon als Leucin statt als Stopp-Codon.
Die tRNAs bilden Sekundärstrukturen, die sich aus helikalen Stämmen (Haarnadelstrukturen) zusammensetzen. Wie von der mtDNA vorhergesagt, finden sich Fehlpaarungen in den ersten drei Nukleotiden der acht tRNA-Akzeptorstämme. Die Sequenzierung der reifen mitochondrialen tRNAs ergab den Ersatz von Pyrimidinen oder Purinen durch Purine (A zu G, U zu G, U zu A und C zu A), die die Basenpaarung wiederherstellen. Die Änderungsstellen sind immer auf die ersten drei Positionen beschränkt.
Das mitochondriale 5'-tRNA-Editing von S. punctatus wurde in vitro bestätigt.
Unter Verwendung mitochondrialer Extrakte werden die 5'-Fehlpaarungen synthetischer tRNA-Transkripte entfernt und Nukleotide in 3'-5'-Richtung eingebaut, indem die 3'-tRNA-Sequenz als Vorlage verwendet wird. Die Muster des mitochondrialen 5'-tRNA-Editing ähneln denen, die in Acanthamoeba castellanii gefunden wurden.

## Phytohormon-Rezeptor-Homologe
Die Rezeptoren für Ethylen und Cytokinin in Pflanzen sind Histidinkinasen.
In Pilzen sind Histidinkinasen hybrid aufgrund der Fusion von Histidinkinase bzw. Histidinkinase-ähnlichen katalytischen Domänen von ATPasen (sog. HK/HATPase-Domänen) mit der Empfängerdomäne.
Ethylen- und Cytokinin-Rezeptor-Homologe finden sich auch in mehreren Pilzgattungen mit und ohne Flagellen, darunter Spizellomyces.
Im Allgemeinen sind diese beiden Phytohormone Signalmoleküle bei biotischen Interaktionen zwischen Pflanzen; bei den sich früh diversifizierenden Pilzen spielen sie möglicherweise eine wichtige Rolle bei der Besiedlung des Landes.

## Retinale und Opsine
Grundsätzlich lassen sich zwei Typen von Opsinen unterscheiden:
- Opsine des Typs 1 werden von Prokaryoten (Bacteriorhodopsin und Halorhodopsin[31] bei Archaeen) und einigen Algen (Channelrhodopsinen) und Pilzen verwendet.[32]
- Opsine des Typs 2 werden von Tieren genutzt.[29] Opsine dieses Typs gehören zur als Klasse A bezeichneten Proteinfamilie G-Protein-gekoppelten Rezeptoren.[33]

Beide Typen sind Rezeptoren mit sieben Transmembranen und werden durch die kovalente Bindung von Retinal als Chromophor zu Licht wahrnehmenden Photorezeptoren. Sie sind jedoch auf Sequenzebene nicht miteinander verwandt. Die Tatsache, dass sie beide ein Retinal verwenden, ist das Ergebnis einer konvergenten Evolution.
Bei Pilzen wie Blastocladiella emersonii (Blastocladiales), einem begeißelten, ebenfalls früh (im Stammbaum) divergierenden Pilz, werden Opsine vom Typ 1 für die Phototaxis verwendet.
Bei S. punctatus wurden jedoch keine Opsine vom Typ 1 gefunden, dafür jedoch ein mutmaßliches Opsin vom Typ 2.
Dieses hat mit anderen G-Protein-gekoppelten Rezeptoren eine Reihe von konservierten Motiven und Aminosäuren gemeinsam, darunter das Lysin, das dem Residuum 296 im Rinderrhodopsin entspricht (dieses ist für die Netzhautbindung und die Lichtsensorik von Bedeutung).
Wie das TM-Score (englisch Template modeling score, auch template-based structure modelling) nahelegt, ist es auch strukturell den tierischen Typ-2-Opsinen ähnlich. Zumindest rechnerisch kann es Retinal als Chromophor binden; allerdings bindet es bevorzugt 9-cis-Retinal, im Gegensatz zu den meisten klassischen tierischen Typ-2-Opsinen, wie etwa dem Rinderrhodopsin, das im dunklen Zustand an das 11-cis-Retinal bindet
Die biologische Funktion des Opsins von S. punctatus ist noch unbekannt (Stand 2017).
Es ist auch noch nicht klar, ob es sich tatsächlich um ein Opsin vom Typ 2 handelt, da es in der umfassenden Opsin-Phylogenie von Gühmann et al. (2022) fehlt.
Wenn es sich tatsächlich um einen Photorezeptor handeln sollte, dann könnte sich die Lichtempfindlichkeit im Prinzip unabhängig von deer anderer Pilze entwickelt haben.

## Fanzor-Endonuklease
Fanzor (Fz) ist ein Protein, das von eukaryotischen Transposons kodiert wird und vermutlich aus TnpB hervorgegangen ist, einem Effektor des prokaryotischen RNA-gesteuerten Systems OMEGA.
TnpB gilt auch als mutmaßlicher Vorfahr von Cas12, einer RNA-gesteuerten Endonuklease, die im CRISPR/Cas-System verwendet wird. Dies deutet auf eine Verbindung zwischen Fz, TnpB und Cas12 hin, trotz ihrer unterschiedlichen Rollen und Auftretens teils in prokaryotischen, teils in eukaryotischen Zellen. Die Struktur von Fanzor wurde anhand von S. punctatus ausgiebig untersuchet.

## Viren
Beu Metagenomik-Untersuchungen von Proben des Tiroler Gossenköllesees in den Jahren 2021 und 2023 wurden Gensequenzen mit Bezügen zu Polintons, Polinton-artigen Viren (englisch polinton-like viruses, PLVs; wissenschaftlich Phylum Preplasmiviricota) und Virophagen gefunden. Die Genome integrierten sich teilweise in die der Wirte, zu denen u. a. auch S. punctatus gehört.

## Systematik
Gattung: Spizellomyces D.J.S. Barr, 1980
- Spezies: Spizellomyces acuminatus (D.J.S. Barr) D.J.S. Barr, 1984
- Spezies Spizellomyces dolichospermus D.J.S. Barr, 1984
- Spezies Spizellomyces kniepii A. Gaertn. ex D.J.S. Barr, 1984
- Spezies Spizellomyces lactosolyticus D.J.S. Barr, 1984
- Spezies Spizellomyces ‚palustris‘ A. Gaertn. ex D.J.S. Barr, 1984, nom. inval.
- Spezies Spizellomyces plurigibbosus (D.J.S. Barr) D.J.S. Barr, 1984
- Spezies: Spizellomyces punctatus (W.J. Koch) D.J.S. Barr, 1980[1]
- :Basionym: Phlyctochytrium punctatum W.J. Koch, 1957[1][7]
  - Stamm: ATTC:48900 (Referenzstamm)[1]
  - Stamm: DAOM BR117[9][8]